# Фенина, Эвелина Павловна
Эвели́на Па́вловна Фе́нина  (10 ноября 1929, Троицк, Челябинская область, РСФСР, СССР — 28 июня 2014) — российский искусствовед, Заслуженный деятель искусств БАССР (1979), доцент художественно-графического факультета Башкирского государственного педагогического университета, автор многочисленных книг по искусству Республики Башкортостан.

## Биография
"Вопросы – результат знаний"
Эвелина Павловна Фенина родилась 10 ноября 1929 года в г. Троицке (Челябинская область). После переезда родителей в Ленинград, ещё в школе мечтала писать и по совету будущего мужа, Льва Николаевича Фенина, поступила на филологический факультет Ленинградского университета.
Училась на отделении истории и теории искусства исторического факультета Ленинградского государственного университета.
В 1953 году, окончив университет, приехала на родину мужа, в Уфу. В Уфе работала 26 лет в Художественном музее имени М. В. Нестерова, занимаясь научной и пропагандистской работой. Здесь старший научный сотрудник Фенина практически исполняла обязанности заместителя директора по научной работе.
Фенина одной из первых приступила к научной обработке и каталогизации коллекций русского фарфора, древнерусской иконы, русской живописи XVIII—XIX веков, произведений М. В. Нестерова (рукописи её изысканий и ныне хранятся в архиве музея). Эта многолетняя исследовательская работа завершилась двумя значительными публикациями: в 1962 году к 100-летию со дня рождения М. В. Нестерова вышел в свет каталог его юбилейной выставки, в 1974-м — путеводитель «Башкирский государственный художественный музей им. М. В. Нестерова». Каталог стал первым опытом систематизации и осмысления произведений М. В. Нестерова в собрании музея. В 1981 году каталог был переиздан.
Начиная с 1953 года Фенина активно занимается каталогизацией и буклетированием творчества известных художников Башкирии. Так, уже в 1953 году выходит в свет каталог персональной выставки М. Н. Елгаштиной, в 1961-м — каталог персональной выставки В. С. Сыромятникова. С 1958 по 1974 год издаются буклеты «Б. Домашников», «Т. Нечаева», «А. Тюлькин», «А. Бурзянцев», «Н. Русских», «А. Пантелеев», «Ан. Платонов», «П. Салмасов», «В. Пустарнаков».
В советское время при горкоме партии существовало общество «Знание», Нестеровский музей тесно сотрудничал с ним, и лектор Фенина ездила по всей Башкирии. Выступала с публичными лекциям на предприятиях Уфы, на родине Салавата Юлаева в селе Малояз, в Чишмах, Шакше, Абдуллино, на курортах Юматово, Шафраново перед отдыхающими. Работала на общественных началах, читала по 130 лекций в год.
Ведет педагогическую деятельность с 1954 года (Университет марксизма при Уфимском ГК КПСС, Башкирский государственный университет, Уфимское училище искусств, Уфимский институт искусств и т. д.).
С 1974 года преподает на художественно-графическом факультете Башкирского государственного педагогического университета имени М. Акмуллы. Доцент кафедры искусств БГПУ. Читала курс истории зарубежного искусства, теперь читает «Историю профессионального изобразительного искусства Башкортостана».
Фенина Э. П. — автор множества статей о башкирских художниках, статей серьёзных, аналитических. В журнале «Бельские просторы» ежегодно, начиная с 1999 года она публикует 3-4 статьи. Она написала о Рауле Гумерове, Владимире Пустарнакове, Амире Арсланове, Габдулле Мустафине, Алексее Храмове, Рахиме Ишбулатове, Григории Круглове, Константине Головченко. О скульпторе Николае Александровиче Калинушкине Фенина написала большую статью, в которой осветила его творческий путь с разных точек зрения.
В 50-70-е годы Эвелина Павловна стала автором статей и составителем каталогов отчетных и юбилейных выставок художников Башкирии, а также статей к каталогам зональных выставок «Урал социалистический». Её исследовательские успехи были настолько очевидны, что уже в 1961 году она становится членом Союза художников СССР и в этом статусе — автором уникального издания, справочника «Художники Советской Башкирии», изданного в 1979 году в Уфе.
Эвелина Павловна Фенина — участник многих научно-практических и научно-теоретических конференций, автор многочисленных специальных публикаций. Среди них — программа курса лекций по методике преподавания профессионального изобразительного искусства РБ, статьи «Александр Эрастович Тюлькин», «Касим Салиаскарович Девлеткильдеев», «И. И. Урядов», «М. Н. Арсланов» в университетском сборнике «Образ», статьи «Рашит Нурмухаметов» и «Борис Домашников» в книге «Лауреаты премии имени Салавата Юлаева», наглядное пособие «Изобразительное искусство Башкортостана. Живопись (50-70-е годы)», статьи в энциклопедии «Башкортостан», в журналах «Бельские просторы» и «Рампа» и в республиканских газетах.
Член СХ СССР (РФ) с 1961 года. Заслуженный деятель искусств БАССР (1979). Обладатель Золотого наградного знака «Духовность, традиции, мастерство» Секретариата Союза художников России.
В 2014 году по инициативе частной галереи «Мирас», прочитала цикл лекций посвященный искусству XIX-XX веков:
- Прерафаэлиты, приведшие художников второй половины XIX века к пересмотру своих творческих задач, к модернизму;
- Реализм, создавший направление к политизированному искусству передвижничества и соцреализма;
- Поль Сезанн. Эстетика формотворчества;
- Импрессионизм. Начало, развитие и закат;
- Модерн как явление конца XIX - начала XX века;
- Начало XX века. Парижская школа. Русские художники этого времени;
- Становление эстетики модернизма;
- Русское искусство конца XIX - начала XX века.

## Выставки
С 1955 года — участник республиканских, зональных, региональных и всероссийских
выставок (в разделе «Искусствознание»).

## Основные работы
- Справочник «Художники Советской Башкирии». Автор-составитель Э. П. Фенина, Башкирское книжное издательство, Уфа-1979.
- Каталоги отчетных и юбилейных выставок произведений художников БАССР (1953, 1955, 1957, 1961, 1962, 1963, 1969, 1977).
- Автор вступительной статьи и составитель каталога юбилейной выставки произведений М. В. Нестерова, хранящихся в Башкирском государственном художественном музее им. М. В. Нестерова, изд. Башкирского государственного художественного музея им. Нестерова, Уфа, 1962.

Каталоги персональных выставок:
- М. Н. Елгаштина. Изд. Башкирского СХ, Уфа, 1953.
- В. С. Сыромятников. Изд. Баш. Худож. музея им. М. В. Нестерова, 1961.
- Н. А. Русских. Изд. Баш. СХ, 1970, 1975 и др.

Буклеты о творчестве художников БАССР:
- «Б. Домашников». Изд. «Художник РСФСР», Ленинград, 1958.
- «Т. Нечаева». Изд. «Художник РСФСР», Ленинград, 1958.
- А. Тюлькин. Баш. книжное изд., Уфа, 1969.
- А. Пантелеев, то же изд., 1969.
- В. Пустарнаков, то же изд., 1974.
- Ан. Платонов, то же изд., 1974.
- А. Бурзянцев, то же изд., 1969.
- Т. Нечаева, то же изд., 1969.
- Н. Русских, то же изд., 1974.
- П. Салмасов, то же изд., 1974.
- Б. Палеха, то же изд., 1974 и др.
- «Башкирский государственный художественный музей им. М В. Нестерова». Путеводитель. Башкирское книжное изд., Уфа, 1974.
- Журнал «Художник», 1959, № 11.
- Газета «Советская культура», 1969 от 19 авг. — ст. «Башкирия юбилейная».

## Интересные факты
- Преподавала у известного уфимского музыканта Шевчука Юрия Юлиановича (группа ДДТ)